# Joseph Mensah
Joseph Mensah (Inconnue, 29 settembre 1994) è un calciatore ghanese, attaccante o centrocampista svincolato.

## Carriera

### Club
Il 25 luglio 2018 viene acquistato a titolo definitivo dalla squadra rumena del Sepsi.